# Into the Blue 2: The Reef
Into the Blue 2: The Reef (bra: Mergulho Radical 2 - Os Recifes ou Mergulho Radical 2: Os Recifes; prt: Profundo Azul 2: O Recife ou Profundo Azul 2 - O Recife) é um filme americano de ação, aventura e suspense, considerado a sequência de Into the Blue. Foi dirigido por Stephen Herek e escrito por Mitchell Kapner, com lançamento diretamente em vídeo no dia 21 de abril de 2009. É estrelado por Chris Carmack e Laura Vandervoort.

## Sinopse
Em Honolulu, Havaí, com um homem despeja grandes contêineres no oceano e depois vai ao encontro de alguns homens de terno esperando receber o pagamento. Mas porque ele despejou os contêineres e alterou a programação dessas remessas de contêineres para o cliente, ele morreu.
Somos então levados para baixo da água no oceano azul enquanto Sebastian (Chris Carmack) e sua namorada Dani (Laura Vandervoort) mergulham surfando com uma modelo. Ficamos sabendo que o grupo possui uma empresa de mergulho com esnórquel que aluga equipamentos para os clientes. Sebastian não quer fazer essa linha de trabalho para sempre.
Para Sebastian, existem inúmeros tesouros no oceano que ele busca há muito tempo, mas um que ele está procurando há quatro anos é o navio espanhol San Cristobal, que naufragou em algum lugar perto do Recife Norte e dizem que o fez afundado no oceano com um grande tesouro.
Sebastian acredita que se encontrar esse tesouro, isso dará a ele e sua namorada a oportunidade de viver uma vida melhor.
Sebastian anda com seu amigo e empregado Mace (Michael Graziadei) e sua namorada Kimi (Mircea Monroe), a melhor amiga de Dani, que são um casal que tem um relacionamento difícil porque Mace tende a se envolver com outras mulheres. Enquanto Mace e Kimi têm um relacionamento louco, Sebastian e Dani estão muito apaixonados.
Durante o trabalho, eles são visitados por Carlton (David Anders) e Azra (Marsha Thomason), um casal que quer contratá-los para mergulhar no Recife Norte por uma semana porque estão em busca do San Cristobal.
Claro, Sebastian tem tentado por vários anos encontrá-lo, mas Carlton tem um mapa que pode levá-los ao tesouro. Então, Sebastian e Dani concordam em ajudar o casal. Os quatro participam de várias expedições de mergulho para encontrar o tesouro.
Em seguida, veremos um pouco da vida na praia enquanto todas as seis pessoas aproveitam a praia. Dani, Kimi, Sebastian e Mace se envolvem em competições separadas de vôlei de praia. Sebastian e Mace vão contra seus principais competidores de mergulho, Avery (Rand Holdren), que sai com uma garota chamada Kelsey (Audrina Patridge), que adora dar um sermão nele quando ele se mete em problemas por brincar com mulheres.
Enquanto estava em uma boate, outro cliente agarra o braço de Azra, que rapidamente o coloca em uma chave de braço. Isso levanta a primeira bandeira vermelha para Dani, que fica desconfiada.
No dia seguinte, ficamos sabendo que Carlton não está realmente procurando pelo San Cristobal. Na verdade, ele ajuda grandes clientes a contrabandear tesouros para outros locais. Carlton e Azra dizem a Sebastian e Dani que se eles os ajudarem a encontrar os dois contêineres, eles ganharão US$500,000. Além disso, aprendemos que se Carlton não encontrar os recipientes em uma semana, os homens irão matá-los. A razão pela qual ele está disposto a pagar-lhes muito dinheiro é parte de um pedido de desculpas porque os homens que o contrataram sabem os nomes de Sebastian e Dani e suas vidas estão em perigo também.
Então, agora Sebastian e Dani são forçados a ajudar Carlton e Azra a encontrar os dois contêineres, mas enquanto eles estão no mar, Avery percebe e ele começa a procurar o que eles estão procurando.
Com suas vidas ameaçadas, Dani convence Sebastian de que eles devem olhar para ver o que está nesses contêineres e por que suas vidas estão sendo ameaçadas. Algo terrível pode estar nesses contêineres e eles precisam verificá-los sem trazer Carlton e Azra juntos.
Assim, os dois saem do barco tarde da noite para mergulhar e ver o que são esses recipientes. O que eles encontram nos contêineres não é um tesouro, mas uma bomba. Ao retornar do barco após o mergulho, são recebidos por Carlton e Azra, que estão escondidos em seu barco e estão prontos para matá-los. Carlton diz a eles que no contêiner um está o invólucro e no contêiner dois uma ogiva nuclear. Um sem o outro é inútil, mas juntos eles formam uma arma poderosa. Seu objetivo é criar um segundo Pearl Harbor.
Dani pula do barco para tentar obter ajuda. Ela é encontrada pela manhã a uma milha da costa e é internada no hospital. Ao mesmo tempo, Azra e Carlton sequestram Mace e Kimi de seu apartamento e os trazem de volta ao barco. Eles passam a noite amarrados e amordaçados com Sebastian, e na manhã seguinte Carlton ameaça matar Kimi se Mace e Sebastian não conseguirem recuperar os contêineres do fundo do mar. Azra tenta matar Dani em seu quarto de hospital, mas ela foge e uma perseguição começa. Enquanto isso, Sebastian e Mace tentam trazer os contêineres para Carlton. Mace bagunça propositalmente e Kimi é morta. Sebastian e Mace se rebelam, terminando com Carlton e seu guarda-costas mortos. Dani ultrapassa Azra e Azra mata seu chefe para que ela possa desaparecer novamente. Dani, Sebastian e Mace se reúnem. Eles então têm o funeral de Kimi.
Seis meses depois, Sebastian e Mace encontram o San Cristobal e compram seu barco algum dia.

## Elenco
- Chris Carmack - Sebastian White
- Laura Vandervoort - Dani White
- Marsha Thomason - Azra Tate
- Michael Graziadei - Mace
- Mircea Monroe - Kimi Milligan
- Audrina Patridge - Kelsey
- Amanda Kimmel - Amanda
- Parvati Shallow - Parvati
- Rand Holdren - Avery Lee
- David Anders - Carlton
- Mark Kubr - Milos

## Produção
O filme foi filmado em O'ahu, Havaí, Estados Unidos, de 12 de abril de 2008 a 1º de agosto de 2008.
A edição foi realizada de 2 de setembro a 13 de novembro de 2008.

## Lançamento
Em 19 de novembro de 2008, foi anunciado que seria lançado diretamente em DVD na primavera de 2009, apesar dos planos anteriores para um lançamento em 2010 nos cinemas. A arte do DVD foi lançada em 3 de dezembro de 2008; o trailer seguinte em 20 de janeiro de 2009.
Foi lançado em DVD nos EUA e Canadá em 21 de abril de 2009. Foi lançado nos cinemas do Reino Unido em 2 de agosto de 2009. De acordo com TMZ.com, o filme teve estreia nos cinemas no Brasil, Austrália, Espanha, Alemanha e Itália no verão/outono de 2009.
O filme foi lançado diretamente em DVD na Austrália em 10 de fevereiro de 2010.

## Recepção
O Rotten Tomatoes dá ao filme uma classificação de 17% com base nas avaliações de 6 críticos.